# Eccellenza Friuli-Venezia Giulia 2013-2014
Il campionato italiano di calcio di Eccellenza regionale 2013-2014 è il 23° organizzato in Italia. Rappresenta il sesto livello del calcio italiano.
Questo è il girone organizzato dal Comitato Regionale Friuli-Venezia Giulia.

## Stagione
Al campionato di Eccellenza del Friuli Venezia Giulia 2013-14 partecipano 16 squadre:
- 11 hanno mantenuto la categoria,
- 1 è stata retrocessa dalla Serie D : Kras
- 4 sono state promosse dalla Promozione : Chions e Muggia (vincitrici dei gironi), Rivignano (vincente play-off) e Tricesimo (ripescato a colmare il posto libero lasciato dalla Triestina)

### Le novità 2013-2014
con il CU 147 del 29/06/2013 il Comitato Regionale Friuli-Venezia Giulia ha disposto le seguenti novità per la stagione 2013-14 :
- la Fase Regionale Friuli-Venezia Giulia della Coppa Italia Dilettanti 2013-2014 verrà disputata dalle sole società di Eccellenza (precedentemente partecipavano anche le 32 di Promozione).
- verranno disputati i Play-off dalle società classificatesi al 2º, 3º, 4º e 5º posto per la qualificazione ai Play-off Nazionali per la promozione in Serie D (precedentemente la 2ª classificata accedeva direttamente ai Play-off Nazionali).
- verranno disputati i Play-out dalle società classificatesi al 12º, 13º, 14º e 15º posto per evitare la retrocessione in Promozione (precedentemente venivano disputati solamente dalla 13ª e 14ª).

### Regolamento
con il CU 020 del 05/09/2013 il Comitato Regionale Friuli-Venezia Giulia ha comunicato le regole dei play-off, dei play-out e del meccanismo promozioni-retrocessioni.
| REGOLAMENTO ECCELLENZA FRIULI-VENEZIA GIULIA 2013-14 |                                     | |
| Posizione                                            | Destino                             | Modalità di Svolgimento |
| 1°                                                   | promozione diretta in Serie D       | - |
| dal 2° al 5°                                         | Play-off                            | gli accoppiamenti delle semifinali saranno 2ª-5ª e 3ª-4ª in gara unica in casa della miglior piazzata. In caso di parità si effettueranno i tempi supplementari; in caso di ulteriore parità accederà al turno successivo la società miglior piazzata. Stesso regolamento per la finale. Non si disputeranno le sfide se il distacco sarà pari o superiore a 10 punti. Se il distacco tra la 2ª e la 3ª classificata sarà pari o superiore a 10 punti gli incontri di Play-Off non verranno disputati e la società 2ª classificata accederà direttamente alla fase successiva. |
| dal 6° all'11°                                       | rimangono in Eccellenza             | - |
| dal 12° al 15°                                       | Play-out                            | gli accoppiamenti saranno 12ª-15ª e 13ª-14ª in gara unica in casa della miglior piazzata. In caso di parità si effettueranno i tempi supplementari; in caso di ulteriore parità retrocederà la società peggior piazzata. Non si disputeranno le sfide se il distacco sarà pari o superiore a 10 punti. |
| 16°                                                  | retrocessione diretta in Promozione | - |

| MECCANISMO PROMOZIONI-RETROCESSIONI FRIULI-VENEZIA GIULIA 2013-14 |                                                          |                                                     |                                                     |                                                        |                                                        |
| -                                                                 | nessuna retrocessione di Società regionali dalla Serie D | 1 retrocessione di Società regionali dalla Serie D  | 2 retrocessioni di Società regionali dalla Serie D  | 3 retrocessioni di Società regionali dalla Serie D     | 4 retrocessioni di Società regionali dalla Serie D     |
| Promossa in Serie D                                               | la 1ª classificata                                       | la 1ª classificata                                  | la 1ª classificata                                  | la 1ª classificata                                     | la 1ª classificata                                     |
| Retrocederanno dall'Eccellenza                                    | l'ultima classificata. Altre 2 squadre dai Play-out      | l'ultima classificata. Altre 2 squadre dai Play-out | l'ultima classificata. Altre 2 squadre dai Play-out | le ultime 2 classificate. Altre 2 squadre dai Play-out | le ultime 3 classificate. Altre 2 squadre dai Play-out |

### Avvenimenti
È stata una stagione trionfale per il calcio della Provincia di Pordenone: 
il Pordenone dopo aver vinto il proprio girone di Serie D si è laureato Campione d'Italia Dilettanti
i concittadini del Torre hanno vinto il proprio girone di Promozione oltre alla coppa di categoria
in Eccellenza a trionfare è stato il Fontanafredda meritando di tornare dopo 24 anni in Serie D
la Coppa Italia Regionale ha visto il primo successo del Chions
La lotta promozione è stata subito appannaggio del duo Fontanafredda-Kras. Alla fine del girone d'andata, pur se i rosso-neri son stati sempre primi in classifica, il distacco era di un punto solo. La prima svolta c'è stata il 29 gennaio, nel recupero della 17ª giornata era in programma appunto lo scontro diretto a Fontanafredda : la rete di Fabio Giordano ha permesso ai carsolini di espugnare il campo rivale e di issarsi al primo posto. Il primato, raggiungendo anche un distacco di 5 punti alla 24ª e 25ª giornata, è durato fino alla 27ª quando il Kras, privato degli attaccanti Radenko Kneževič e Alessio Corvaglia causa infortuni, viene raggiunto e poi subito superato dal Fontanafredda che agguanta la promozione in Serie D.
Il Kras va quindi ai Play-off nazionali senza passare attraverso quelli regionali visto il grande distacco (12 punti) sui terzi classificati, il San Daniele. Per la seconda volta su 2 partecipazioni si sono rivelati vincenti per i carsolini: sotto i loro colpi cadono i piemontesi del Libarna (3-0 a Monrupino e sconfitta indolore 0-1 fuori casa) ed i liguri del Magra Azzurri (vittoria 2-0 fuori casa e pareggio 2-2 in casa). Questi successi portano il Kras a seguire in Fontanafredda in Serie D. Nel doppio confronto con il Magra Azzurri si rivede Kneževič dopo che l'infortunio al braccio l'aveva tenuto lontano dal campo per più di 3 mesi.
La lotta per la salvezza non è stata molto combattuta: gli ultimi 3 posti sono stati sempre occupati da Muggia (retrocesso con 2 giornate d'anticipo), San Luigi (finito a 9 punti dall'ISM Gradisca, se fossero stati 10 sarebbe retrocesso direttamente) e Rivignano con queste due ultime squadre chiamate a disputare i play-out, perdendoli, rispettivamente contro appunto ISM Gradisca e Tolmezzo.
L'estate 2014 ha portato la dolorosa (per il calcio regionale) perdita di San Daniele ed Azzanese a causa della perdita degli sponsor. Il San Daniele, vincitore della coppa regionale 2013, aveva proposto una fusione ai concittadini della A.S.D. Nuova Sandanielese (militante in Prima Categoria) ottenendone però un rifiuto: questi ultimi non se la sono sentita di disputare un torneo così impegnativo. L'Azzanese, reduce da vari campionati al vertice, ha dovuto gettare la spugna dopo aver proposto (inutilmente) al Comitato Regionale di auto-retrocedersi in Prima Categoria, svincolare i giocatori e ripartire dalla Terza Categoria.

## Squadre partecipanti
| Club                          | Città (provincia)                   | campo di gioco                                       | Stagione 2012-2013 |
| ----------------------------- | ----------------------------------- | ---------------------------------------------------- | --- |
| A.S.D. Azzanese               | Azzano Decimo (PN)                  | V.Facca, via dello Stadio 17, Azzano Decimo          | 3ª in Eccellenza |
| A.P.C. Chions                 | Chions (PN)                         | F.Tesolin, via Garibaldi, Chions                     | 1ª in Promozione/gir. A |
| A.S.D. Cjarlins Muzane        | Carlino e Muzzana del Turgnano (UD) | E.Della Ricca, via Rizzolo, Carlino                  | 6ª in Eccellenza |
| A.S.D. Comunale Fontanafredda | Fontanafredda (PN)                  | O.Tognon, via dello Sport 11/A, Fontanafredda        | società nata dalla fusione fra A.S.D. Fontanafredda (5ª in Eccellenza) e A.S.D. Vigonovo Ranzano (7ª in Promozione/gir. A) |
| A.S.D. Gemonese               | Gemona del Friuli (UD)              | Simonetti, via del Bersaglio 14, Gemona del Friuli   | 8ª in Eccellenza |
| A.S.D. I.S.M. Gradisca        | Gradisca d'Isonzo (GO)              | G.Colaussi, via dei Campi, Gradisca d'Isonzo         | 13ª in Eccellenza |
| N.K. Kras Repen A.S.D.        | Monrupino (TS)                      | via Campo Sportivo, loc. Rupingrande                 | 19ª in Serie D/gir. C |
| A.S.D. Lumignacco             | Lumignacco di Pavia di Udine (UD)   | via Carnia, Lauzacco di Pavia di Udine               | 12ª in Eccellenza |
| A.S.D. Manzanese 1919         | Manzano (UD)                        | via Olivo 8, Manzano                                 | 9ª in Eccellenza |
| A.S.D. Muggia                 | Muggia (TS)                         | P.Zaccaria, via dei Mulini, Muggia                   | 1ª in Promozione/gir. B |
| A.S.D. Rivignano              | Rivignano (UD)                      | via Udine, Rivignano                                 | 2ª in Promozione/gir. A |
| A.S.D. San Daniele            | San Daniele del Friuli (UD)         | L.Zanussi, piazza 4 novembre, San Daniele del Friuli | 4ª in Eccellenza |
| A.S.D. San Luigi              | Trieste                             | Campo di S.Luigi, via Felluga, Trieste               | 11ª in Eccellenza |
| A.S.D. Tolmezzo Carnia        | Tolmezzo (UD)                       | F.lli Ermano, via Val di Gorto 28, Tolmezzo          | 7ª in Eccellenza |
| A.S.D. Tricesimo              | Tricesimo (UD)                      | A.Giordano, via San Francesco 108, Tricesimo         | 2ª in Promozione/gir. B |
| A.S.D. Virtus Corno           | Corno di Rosazzo (UD)               | G.A.Cudiz, via dei Pini 7, Corno di Rosazzo          | 10ª in Eccellenza |

## Classifica
|  | Pos. | Squadra         | Pt | G  | V  | N  | P  | GF | GS | DR  |
|  | ---- | --------------- | -- | -- | -- | -- | -- | -- | -- | --- |
|  | 1.   | Fontanafredda   | 64 | 30 | 19 | 7  | 4  | 50 | 26 | +23 |
|  | 2.   | Kras            | 61 | 30 | 18 | 7  | 5  | 66 | 37 | +29 |
|  | 3.   | San Daniele     | 49 | 30 | 14 | 7  | 9  | 49 | 44 | +5  |
|  | 4.   | Virtus Corno    | 45 | 30 | 12 | 9  | 9  | 43 | 44 | -1  |
|  | 5.   | Tricesimo       | 44 | 30 | 13 | 5  | 12 | 40 | 36 | +4  |
|  | 6.   | Chions          | 42 | 30 | 10 | 12 | 8  | 34 | 26 | +8  |
|  | 7.   | Lumignacco      | 39 | 30 | 10 | 9  | 11 | 30 | 34 | +2  |
|  | 8.   | Cjarlins Muzane | 39 | 30 | 10 | 9  | 11 | 38 | 38 | 0   |
|  | 9.   | Gemonese        | 39 | 30 | 9  | 12 | 9  | 30 | 33 | -3  |
|  | 10.  | Manzanese       | 39 | 30 | 9  | 12 | 9  | 38 | 36 | -4  |
|  | 11.  | Azzanese        | 38 | 30 | 9  | 11 | 10 | 34 | 34 | 0   |
|  | 12.  | ISM Gradisca    | 38 | 30 | 9  | 10 | 11 | 30 | 32 | -2  |
|  | 13.  | Tolmezzo Carnia | 34 | 30 | 10 | 4  | 16 | 28 | 37 | -9  |
|  | 14.  | Rivignano       | 31 | 30 | 8  | 7  | 15 | 30 | 43 | -13 |
|  | 15.  | San Luigi       | 29 | 30 | 6  | 11 | 13 | 33 | 48 | -15 |
|  | 16.  | Muggia          | 21 | 30 | 6  | 3  | 21 | 28 | 53 | -25 |

Scontri diretti fra squadre a pari punti:
Lumignacco 11 punti
Cjarlins Muzane 9
Gemonese 6
Manzanese 5
Azzanese-ISM Gradisca 0-2 e 2-0
Aggiornamento: 06/05/2014

## Risultati
Il 3 settembre 2013 presso l'albergo Belvedere di Tricesimo viene presentato il calendario. Il campionato comincia l'8 settembre 2013 e finisce il 4 maggio 2014. La 7ª giornata (sia di andata che di ritorno) viene disputata di sabato.

### Tabellone
|                 | AZZ | CHI | CJA | FON | GEM | ISM | KRA | LUM | MAN | MUG | RIV | SAN | SAN | TOL | TRI | VIR |
| Azzanese        |     | 0-2 | 0-0 | 2-1 | 1-1 | 0-2 | 2-1 | 2-2 | 1-2 | 6-0 | 0-0 | 1-1 | 1-1 | 0-3 | 2-1 | 1-2 |
| Chions          | 0-0 |     | 0-1 | 1-2 | 1-1 | 1-3 | 1-0 | 3-1 | 1-1 | 1-0 | 3-0 | 0-0 | 1-1 | 0-1 | 2-0 | 1-1 |
| Cjarlins Muzane | 1-3 | 0-1 |     | 0-1 | 5-1 | 1-0 | 1-2 | 0-1 | 0-0 | 2-0 | 3-2 | 2-2 | 1-1 | 0-2 | 0-1 | 1-1 |
| Fontanafredda   | 1-1 | 2-0 | 2-2 |     | 1-0 | 1-0 | 0-1 | 1-0 | 2-1 | 3-1 | 1-0 | 4-1 | 0-0 | 2-1 | 2-1 | 1-2 |
| Gemonese        | 1-0 | 1-1 | 1-1 | 0-1 |     | 1-1 | 1-2 | 0-0 | 0-0 | 0-2 | 0-0 | 2-0 | 2-0 | 1-0 | 1-0 | 2-2 |
| ISM Gradisca    | 0-2 | 0-0 | 3-1 | 2-2 | 0-0 |     | 1-2 | 1-1 | 0-0 | 0-1 | 2-1 | 1-0 | 0-0 | 0-2 | 2-0 | 1-1 |
| Kras            | 3-3 | 3-0 | 4-1 | 2-1 | 2-2 | 2-2 |     | 3-1 | 1-2 | 2-0 | 4-0 | 2-1 | 3-0 | 1-0 | 2-1 | 1-1 |
| Lumignacco      | 0-0 | 0-0 | 0-0 | 0-5 | 2-1 | 2-0 | 1-1 |     | 1-2 | 1-0 | 1-1 | 0-1 | 1-2 | 0-1 | 0-1 | 3-0 |
| Manzanese       | 1-0 | 1-1 | 2-3 | 2-2 | 0-1 | 1-1 | 2-2 | 1-2 |     | 1-0 | 3-0 | 3-1 | 0-0 | 1-2 | 1-2 | 1-1 |
| Muggia          | 3-0 | 1-1 | 1-3 | 1-2 | 0-0 | 0-1 | 1-4 | 0-1 | 1-2 |     | 1-1 | 1-0 | 0-1 | 3-1 | 1-4 | 0-1 |
| Rivignano       | 0-1 | 0-2 | 2-0 | 1-2 | 4-2 | 2-0 | 2-3 | 1-3 | 2-2 | 2-1 |     | 3-2 | 0-0 | 0-1 | 0-0 | 1-0 |
| San Daniele     | 2-1 | 1-0 | 2-0 | 1-1 | 2-1 | 4-1 | 1-3 | 2-0 | 2-1 | 6-4 | 1-0 |     | 1-3 | 2-1 | 3-2 | 5-5 |
| San Luigi       | 0-1 | 1-7 | 2-3 | 1-1 | 2-0 | 1-2 | 5-4 | 2-2 | 3-3 | 2-0 | 1-2 | 0-1 |     | 0-1 | 0-3 | 1-2 |
| Tolmezzo        | 1-2 | 1-2 | 0-4 | 1-2 | 2-3 | 0-0 | 1-1 | 1-2 | 1-0 | 2-1 | 0-1 | 0-2 | 0-0 |     | 1-3 | 1-1 |
| Tricesimo       | 0-0 | 1-1 | 1-1 | 0-1 | 0-1 | 2-1 | 1-4 | 0-2 | 3-1 | 1-3 | 1-0 | 1-1 | 3-1 | 2-0 |     | 3-1 |
| Virtus Corno    | 2-1 | 2-0 | 0-1 | 1-3 | 1-3 | 1-3 | 2-1 | 2-0 | 0-1 | 2-1 | 3-2 | 1-1 | 3-2 | 1-0 | 1-2 |     |

## Spareggi

### Play-Off
N.K. KRAS REPEN qualificata direttamente agli spareggi nazionali come seconda classificata (distacco superiore a punti 10 con la terza classificata)

### Play-Out
| Squadra 1    | Risultato   | Squadra 2 |
| ------------ | ----------- | --------- |
| Tolmezzo     | 2 - 1       | Rivignano |
| ISM Gradisca | 1 - 1 (dts) | San Luigi |

| Arbitro: | Daniele Lamannis (Udine) |

|                         |           |              |
| Iuri 52’ Gregorutti 71’ | Marcatori | 87’ Pagnucco |

| Arbitro: | Francesco Ferro (Latisana) |

|            |           |               |
| Kosmač 62’ | Marcatori | 53’ Stipančič |

### Verdetti finali
- Fontanafredda promosso in Serie D 2014-15 come primo classificato.  Kras dopo i Play-off nazionali.
- Muggia retrocede in Promozione 2014-15 direttamente.  Rivignano e  San Luigi dopo i play-out.
- San Daniele scioglie la squadra.  Azzanese chiede al Comitato Regionale di rinunciare all'Eccellenza e di iscriversi alla Prima Categoria : richiesta negata, dovrà ripartire dalla Terza Categoria.